# László Barsi (atleta)
László Barsi, vero nome László Tomašček (Levice, 25 giugno 1904 – Budapest, 8 settembre 1975), è stato un mezzofondista e velocista ungherese.

## Biografia
Fu campione ungherese nella specialità dei 400 metri piani dal 1925 al 1930 e nella specialità dei 1500 metri piani nel 1931.
Partecipò alle Olimpiadi di Amsterdam del 1928, gareggiando in tre specialità: nei 400 metri piani, dove giunse 4° alle semifinali; negli 800 metri piani, dove giunse 4° alle semifinali; nella staffetta 4x400, dove fu il terzo staffettista della squadra ungherese che si piazzò terza alla prima batteria.
Partecipò inoltre ai campionati europei di atletica di Torino nel 1934, nella specialità dei 400 metri piani, dove giunse al 3º posto nella seconda semifinale.
Dopo la seconda guerra mondiale svolse con successo l'attività di allenatore nella squadra BP Honvéd.